# یواس‌اس چاف (دی‌دی‌جی-۹۰)
یواس‌اس چاف (دی‌دی‌جی-۹۰) (به انگلیسی: USS Chafee (DDG-90)) یک کشتی است که طول آن ۵۰۹ فوت ۶ اینچ (۱۵۵٫۳۰ متر) می‌باشد. این کشتی در سال ۲۰۰۲ ساخته شد.